# Sceiccato

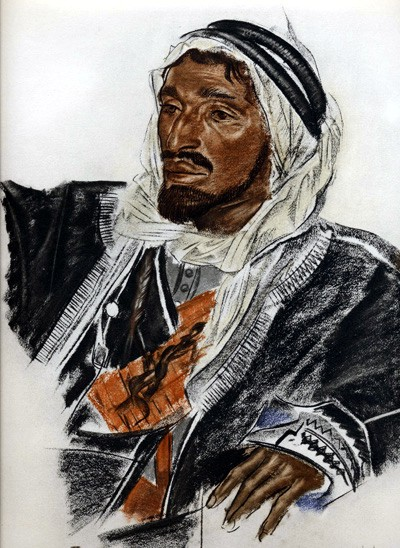
Sceicco Sattam de Haddadin di Palmira, Alexandr Evgenievich Yacovleff.

Uno sceiccato (in arabo مشيخة‎? [Mashyakhah]) è un'area geografica o gruppo (normalmente tribale), governata da uno sceicco (in arabo شيخ‎?). Gli sceiccati esistono quasi esclusivamente nei paesi arabi, particolarmente nella Penisola Arabica.
Il termine è generalmente usato come descrittivo per i sistemi politici, piuttosto che come un sostantivo (come il caso di "Regno"), e anche se alcuni paesi, come il Kuwait, sono governati da uno sceicco, non sono in genere denominati sceiccati.